# Kogepan
Kogepan (jap. こげぱん) ist eine fiktive Figur und ein Franchise des japanischen Unternehmens San-X, das unter anderem in Form von Büchern, einer Anime-Fernsehserie und Spielzeug vermarktet wird.
Die Figur, das Thema des Franchises, ist ein im Ofen angebranntes Anpan, ein japanisches mit Bohnenpaste gefülltes Weißbrot. Daher leitet sich auch der Name von den japanischen Worten kogeru (angebrannt) und pan (Brot) ab. Neben dem verbrannten Brot Kogepan treten in der Handlung, die in einer Bäckerei spielt, auch weitere Backwerke auf.

## Inhalt
Ein Anpan wird in einer Bäckerei in Hokkaidō gebacken und freut sich darauf, eines der leckersten Brote des Ladens zu werden. Doch es fällt beim Herausnehmen der Brote in den Ofen zurück und bleibt 30 Minuten zu lange darin. Schließlich kommt es mit einer schwarzen Kruste heraus und wird von den anderen Backwaren im Laden wegen seines Aussehens gehänselt. Also läuft es davon und lebt eine Weile auf der Straße. Als es in die Bäckerei zurückkehrt und ein Selbsthilfe-Buch liest, fasst es neuen Mut und freundet sich bald mit anderen angebrannten Backwerken an. Doch wird es wegen seines Zustandes nie verkauft.

## Medien

### Bücher
In Japan erschienen 15 von Miki Takahashi geschriebene und gestaltete Kogepan-Bilderbücher für Kinder.
- Kogepan: Pan nimo iroiro arurashii…. (こげぱん―パンにもいろいろあるらしい…。), Sony Magazines, ISBN 4-7897-1592-2, August 2000
- Kogepan: Pan no shiawasette nandarō…. (こげぱん―パンのしあわせってなんだろう…。), Sony Magazines, ISBN 4-7897-1635-X, Dezember 2000
- Kogepan. Pan nimo deai ga arurashii…. (こげぱん―パンにも出会いがあるらしい…。), Sony Magazines, ISBN 4-7897-1680-5, April 2001
- Kogepan nageyari seikatsu: Yasagure manga (こげぱんなげやり生活―やさぐれマンガ), Sony Magazines, ISBN 4-7897-1733-X, September 2001
- Kogepan mukiryoku seikatsu: Yasagure manga (こげぱんむきりょく生活―やさぐれマンガ), Sony Magazines, ISBN 4-7897-1776-3, Dezember 2001
- Kogepan sumikko seikatsu: Yasagure manga (こげぱんすみっこ生活―やさぐれマンガ), Sony Magazines, ISBN 4-7897-1895-6, August 2002
- Kogepan Hokkaidō burari tabinikki (こげぱん北海道ぶらり旅日記), Sony Magazines, ISBN 4-7897-1974-X, Januar 2003
- Kogepan no pikunikku (こげぱんのピクニック), Sony Magazines, ISBN 4-7897-2025-X, Mai 2003
- Kogepan Okinawa burari tabinikki (こげぱん沖縄ぶらり旅日記), Sony Magazines, ISBN 4-7897-2039-X, August 2003
- Kogepan mainichi darātto: Yasagure manga (こげぱん毎日ダラ～っと。―やさぐれマンガ), ISBN 4-7897-2140-X, November 2003
- Kogepan no ohanami (こげぱんのおはなみ), Sony Magazines, ISBN 4-7897-2187-6, Februar 2004
- Kogepan mainichi bokētto: Yasagure manga (こげぱん 毎日ボケ～っと。―やさぐれマンガ), Sony Magazines, ISBN 4-7897-2348-8, September 2004
- Kogepan Sando (Kyōto-Ōsaka-Kōbe) burari tabinikki – Kyōto-hen (こげぱん三都(京都・大阪・神戸)ぶらり旅日記～京都編～), Sony Magazines, ISBN 4-7897-2430-1, März 2005
- Kogepan Sando (Kyōto-Ōsaka-Kōbe) burari tabinikki – Ōsaka-Kōbe-hen (こげぱん三都(京都・大阪・神戸)ぶらり旅日記～大阪・神戸編～), Sony Magazines, ISBN 4-7897-2471-9, Juli 2005
- Kogepan mainichi kutātto: Yasagure Manga (こげぱん毎日クタ～っと。―やさぐれマンガ), Sony Magazines, ISBN 4-7897-2768-8, Februar 2006

Die „Reisetagebücher“ (tabinikki) nach Hokkaidō, Kyōto-Ōsaka-Kōbe und Okinawa erschienen ebenfalls in der Republik China (Taiwan) beim Verlag Suncolor Culture Publishing.

### Anime-Fernsehserie
2001 produzierte das Studio Pierrot eine Anime-Fernsehserie mit Kogepan. Unter Regisseur Shuichi Ohara entstanden zehn vier Minuten lange Folgen. Die Musik komponierte Takeshi Yasuda und die Designs stammen von Takahashi Miki. Die erste Ausstrahlung der Serie erfolgte vom 5. November bis zum 16. November 2001 bei Animax in Japan.

#### Synchronisation
| Rolle      | Japanischer Sprecher (Seiyū) |
| ---------- | ---------------------------- |
| Kogepan    | Rin Mizuhara                 |
| Bäcker     | Akira Ishida                 |
| Cream      | Akira Ishida                 |
| Strawberry | Fumiko Orikasa               |
| Sumi       | Kujira                       |
| Erzähler   | Terumi Yoshida               |

## Rezeption
In The Anime Encyclopedia wird das Werk mit Anpanman verglichen. Es bringe im Gegensatz zu diesem aber einen tragischen Aspekt in das „Bäckerei“-Thema ein, kann das Brot doch seine eigentliche Bestimmung nie erfüllen. Das Franchise sei relativ erfolgreich, erreiche aber bei weitem nicht die Bekanntheit der ähnlichen Figuren Tarepanda und Hello Kitty.
Das Franchise wurde in der Republik China und in Südkorea lizenziert.